# گوستاوو بنتوس
گوستاوو بنتوس (اسپانیایی: Gustavo Bentos‎؛ زادهٔ ۱۴ دسامبر ۱۹۷۶) بازیکن فوتبال اهل اروگوئه است.

## باشگاهی
از باشگاه‌هایی که در آن بازی کرده‌است می‌توان به باشگاه فوتبال مونته‌ویدئو واندررز، باشگاه فوتبال مکابی تل‌آویو اشاره کرد.

## تیم ملی
وی همچنین در تیم‌های ملی فوتبال تیم ملی فوتبال اروگوئه تیم ملی فوتبال اروگوئه تیم ملی فوتبال اروگوئه بازی کرده‌است.